# Máni
Dans la mythologie nordique, Máni (ou Mani), fils de Mundilfari, est le dieu de la Lune et le frère de Sol, la déesse du Soleil.

## Naissance
La naissance du soleil et de la lune est racontée dans la Gylfaginning :

« Il y avait un homme qui s'appelait Mundilfœri et qui avait deux enfants. Ils étaient si beaux et si splendides qu'il donna à son fils le nom de Mani et sa fille celui de Sol […] Mais les dieux se courroucèrent de cette présomption, aussi se saisirent-ils du frère et de la sœur : ils les placèrent en haut dans le ciel […] Mani dirige le mouvement de la lune et préside à la croissance et à son décours. »

La paternité de Mundilfœri sur le soleil et la lune est également évoquée par le géant Vafþrúðnir, alors qu'il est interrogé par Odin. Il précise que Máni et Sol doivent chaque jour traverser le ciel pour compter les années des hommes.

## Enlèvement
Máni est suivi par deux enfants appelés Bil et Hjúki qu'il a enlevés à la terre alors qu'ils revenaient d'une source appelée Byrgir et qu'ils portaient une cuve appelée Sœg. On peut les voir depuis la Terre.
Ces deux noms symboliseraient les deux phases de la lune : le décours, période néfaste que signifie le nom féminin Bil, et la croissance, période faste que personnifie Hjúki. Leur enlèvement alors qu'ils transportent de l'eau se rapporterait au lien entre phases lunaires et marées.

## Mort

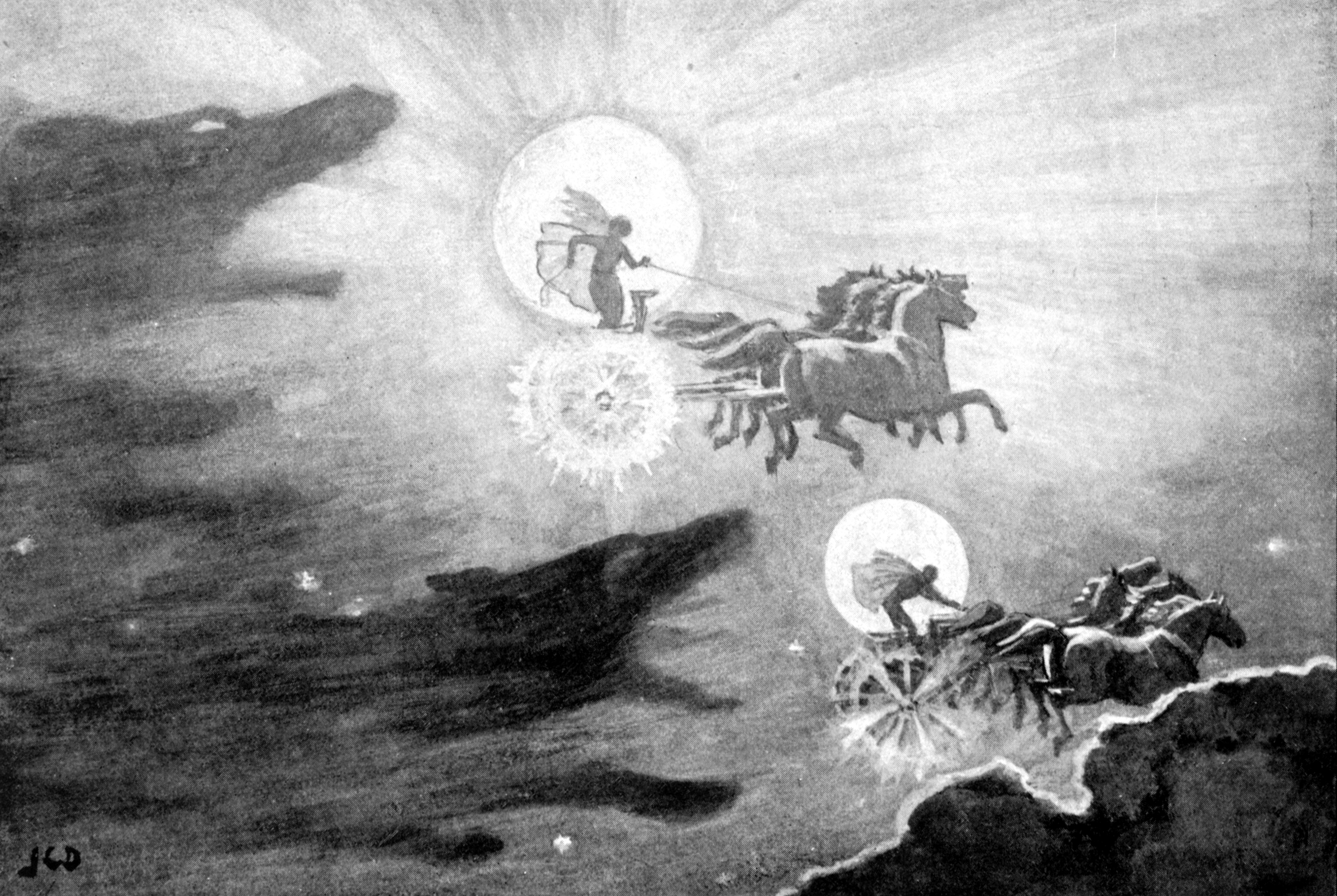
Les loups poursuivant Sol et Máni de J. C. Dollman, 1909.

Comme sa sœur, Máni s'empresse dans le ciel parce qu'il est poursuivi par un loup, Hati. Comme sa sœur, qui est poursuivie par Sköll, il sera finalement rattrapé, ce que ne précise cependant que le Codex Upsaliensis.
Par ailleurs, le loup Mánagarm « dévorera la lune et aspergera de sang le ciel et l'air tout entier ».

## Dénomination
En islandais, Máni (pl. Mána) est le substantif désignant la Lune. Curieusement, et de manière assez atypique, la Lune est masculine tandis que le Soleil est féminin. Cette marque se retrouve dans les autres langues germaniques.
Dans l’Edda poétique, alors que Thor interroge le nain Alvis sur les noms donnés à la Lune, celui-ci répond qu'elle est nommée « Máni » par les hommes, « Flamme » par les dieux, la Roue en Helheim, « le Pressé » par les géants, « le Brillant » par les nains ou encore le « Compteur d'années » par les elfes.

## Divers
Lors de la fortification d'Asgard, Máni est, avec Sol et Freyja, l'une des récompenses que réclame le géant maître ouvrier qui construisit l'enceinte indestructible de la cité des dieux.

## Éponymie
L'objet transneptunien (307261) Máni porte son nom.